# こうのとり (列車)
こうのとりは、新大阪駅 - 福知山駅・豊岡駅・城崎温泉駅間を東海道本線・福知山線（JR宝塚線）・山陰本線経由で運行する特別急行列車である。
北近畿ビッグXネットワークを形成する列車のひとつである。
本項では、直接の前身である特急「北近畿」（きたきんき）をはじめとする、福知山線で運転されていた優等列車の沿革についても記述する。

## 概要
新大阪駅から兵庫県丹波地区、京都府北部の福知山市、兵庫県北部の豊岡市の北近畿地区を結ぶ列車である。「こうのとり」の前身であるエル特急「北近畿」は、日本国有鉄道（国鉄）末期の1986年（昭和61年）11月1日国鉄ダイヤ改正で、福知山線宝塚駅 - 福知山駅間および山陰本線福知山駅 - 城崎（現：城崎温泉）駅間の電化に伴い、気動車列車であった特急「まつかぜ」と急行「丹波」「だいせん」（昼行列車のみ）が統合されて運転を開始した。
2011年（平成23年）3月12日に、特急「文殊」・「タンゴエクスプローラー」の福知山線内区間を編入し、福知山線を経由する特急列車は「こうのとり」に統一された。この列車名は、兵庫県豊岡市で繁殖が進められているコウノトリに因むもので、地元自治体などからの強い要望を受けて決定した。
ほかの北近畿地区を発着する特急と同様、舞鶴若狭道などを経由する高速バスと競合関係にある。

## 運行概況
2025年（令和7年）3月15日現在、新大阪駅 - 城崎温泉駅間で下り4本・上り5本、新大阪駅 - 豊岡駅間で下り1本、新大阪駅 - 福知山駅間で6往復が運転されているほか、金曜日・土曜日・休日を中心に、新大阪駅 - 城崎温泉駅間で1往復と新大阪駅 - 福知山駅間2往復が臨時列車として運転される。列車番号は毎日運転の列車が3000+号数M、金曜日・土曜日・休日のみの運転は7000+号数Mとなっている。
以前は「文殊」「タンゴエクスプローラー」廃止後もしばらくは直通需要を考慮し、ゴールデンウィーク・盆・年末年始などの繁忙期に限り、福知山駅発着列車の一部が天橋立駅まで延長運転していたことがあった。延長運転は現在は行っていないが、25号・27号と2号・26号を除き、天橋立方面の「はしだて」・「たんごリレー」、または城崎温泉方面の「きのさき」（いずれも京都駅発着）と福知山駅の同一ホームで接続している。なお、2025年8月から9月の一部の土曜日・日曜日・祝日においては、7号・24号を福知山 - 天橋立駅間を「たんごリレー」3・4号のダイヤで延長運転する。

### 停車駅
新大阪駅 - 大阪駅 - 尼崎駅 -（川西池田駅）-（中山寺駅）- 宝塚駅 -（西宮名塩駅）- 三田駅 -（新三田駅）-（相野駅）- 篠山口駅 -（谷川駅）- 柏原駅 -（黒井駅）- 福知山駅 - 和田山駅 - 八鹿駅 - 江原駅 - 豊岡駅 - 城崎温泉駅
- （ ）：一部の列車が停車
- かつては一部列車が石生駅・市島駅に停車していたが、2011年（平成23年）3月11日を最後に全列車通過となった。

天橋立延長運転時
福知山駅 - 大江駅 - 宮津駅 - 天橋立駅
停車駅の詳細は以下の表を参照。
凡例
- ●：停車
- ─・←・→：通過（矢印は運転方向）

| 路線名          | 路線名                             | 東海道 本線 | 東海道 本線 | 東海道 本線 | 福知山線 | 福知山線   | 福知山線 | 福知山線 | 福知山線   | 福知山線 | 福知山線 | 福知山線 | 福知山線 | 福知山線 | 福知山線 | 福知山線 | 福知山線 | 山陰本線 | 山陰本線 | 山陰本線 | 山陰本線 | 山陰本線 | 山陰本線   |
| 運行本数        | 号数 （太字は臨時列車）            | 新大阪駅    | 大阪駅      | 尼崎駅      | 尼崎駅   | 川西池田駅 | 中山寺駅 | 宝塚駅   | 西宮名塩駅 | 三田駅   | 新三田駅 | 相野駅   | 篠山口駅 | 谷川駅   | 柏原駅   | 黒井駅   | 福知山駅 | 福知山駅 | 和田山駅 | 八鹿駅   | 江原駅   | 豊岡駅   | 城崎温泉駅 |
| --------------- | ---------------------------------- | ----------- | ----------- | ----------- | -------- | ---------- | -------- | -------- | ---------- | -------- | -------- | -------- | -------- | -------- | -------- | -------- | -------- | -------- | -------- | -------- | -------- | -------- | ---------- |
| 下り1本 上り1本 | 1号 18号                           | ●           | ●           | ●           | ●        | ─          | ─        | ●        | ─          | ●        | ─        | ─        | ●        | ●        | ●        | ─        | ●        | ●        | ●        | ●        | ●        | ●        | ●          |
| 下り4本 上り5本 | 3・5・9・13号 12・14・22・26・28号 | ●           | ●           | ●           | ●        | ─          | ─        | ●        | ─          | ●        | ─        | ─        | ●        | ─        | ●        | ─        | ●        | ●        | ●        | ●        | ●        | ●        | ●          |
| 上り1本         | 6号                                | ●           | ●           | ●           | ●        | ←          | ←        | ●        | ●          | ●        | ●        | ●        | ●        | ●        | ●        | ●        | ●        | ●        |          |          |          |          |            |
| 下り3本 上り4本 | 7・11・15号 10・16・20・24号       | ●           | ●           | ●           | ●        | ─          | ─        | ●        | ─          | ●        | ─        | ─        | ●        | ─        | ●        | ─        | ●        | ●        |          |          |          |          |            |
| 上り1本         | 8号                                | ●           | ●           | ●           | ●        | ←          | ←        | ●        | ←          | ●        | ←        | ←        | ●        | ●        | ●        | ●        | ●        | ●        |          |          |          |          |            |
| 下り1本         | 17号                               | ●           | ●           | ●           | ●        | →          | →        | ●        | →          | ●        | →        | →        | ●        | →        | ●        | →        | ●        | ●        | ●        | ●        | ●        | ●        |            |
| 下り3本 上り2本 | 19・21・23号 2・4号                | ●           | ●           | ●           | ●        | ●          | ●        | ●        | ●          | ●        | ●        | ●        | ●        | ●        | ●        | ●        | ●        | ●        |          |          |          |          |            |
| 下り2本         | 25・27号                           | ●           | ●           | ●           | ●        | →          | →        | ●        | →          | ●        | ●        | ●        | ●        | ●        | ●        | ●        | ●        | ●        |          |          |          |          |            |
| 停車本数        | 下り                               | 14          | 14          | 14          | 14       | 3          | 3        | 14       | 3          | 14       | 5        | 5        | 14       | 6        | 14       | 5        | 14       | 14       | 6        | 6        | 6        | 6        | 5          |
| 停車本数        | 上り                               | 14          | 14          | 14          | 14       | 2          | 2        | 14       | 3          | 14       | 3        | 3        | 14       | 5        | 14       | 4        | 14       | 14       | 6        | 6        | 6        | 6        | 6          |

### 使用車両・編成
吹田総合車両所福知山支所（旧：福知山電車区）に所属する車両が使用されているが、繁忙期など運用の都合により、7両編成の5 - 7号車に限り、吹田総合車両所日根野支所・京都支所所属の「くろしお」編成を増結、貸し出して運用される場合がある。
287系電車
2011年（平成23年）3月12日より運転開始。2025年（令和7年）3月15日時点では、下り5・7・9・19・23・25号、上り2・4・6・16・18・22号に充当される。

289系電車
2015年（平成27年）10月31日より運転開始。特急「しらさぎ」で運用していた683系2000番台を、直流化して改番されたうえ投入された。2025年（令和6年）3月15日時点では、下り1・3・11・13・15・17・21・27号、上り8・10・12・14・20・24・26・28号に充当される。

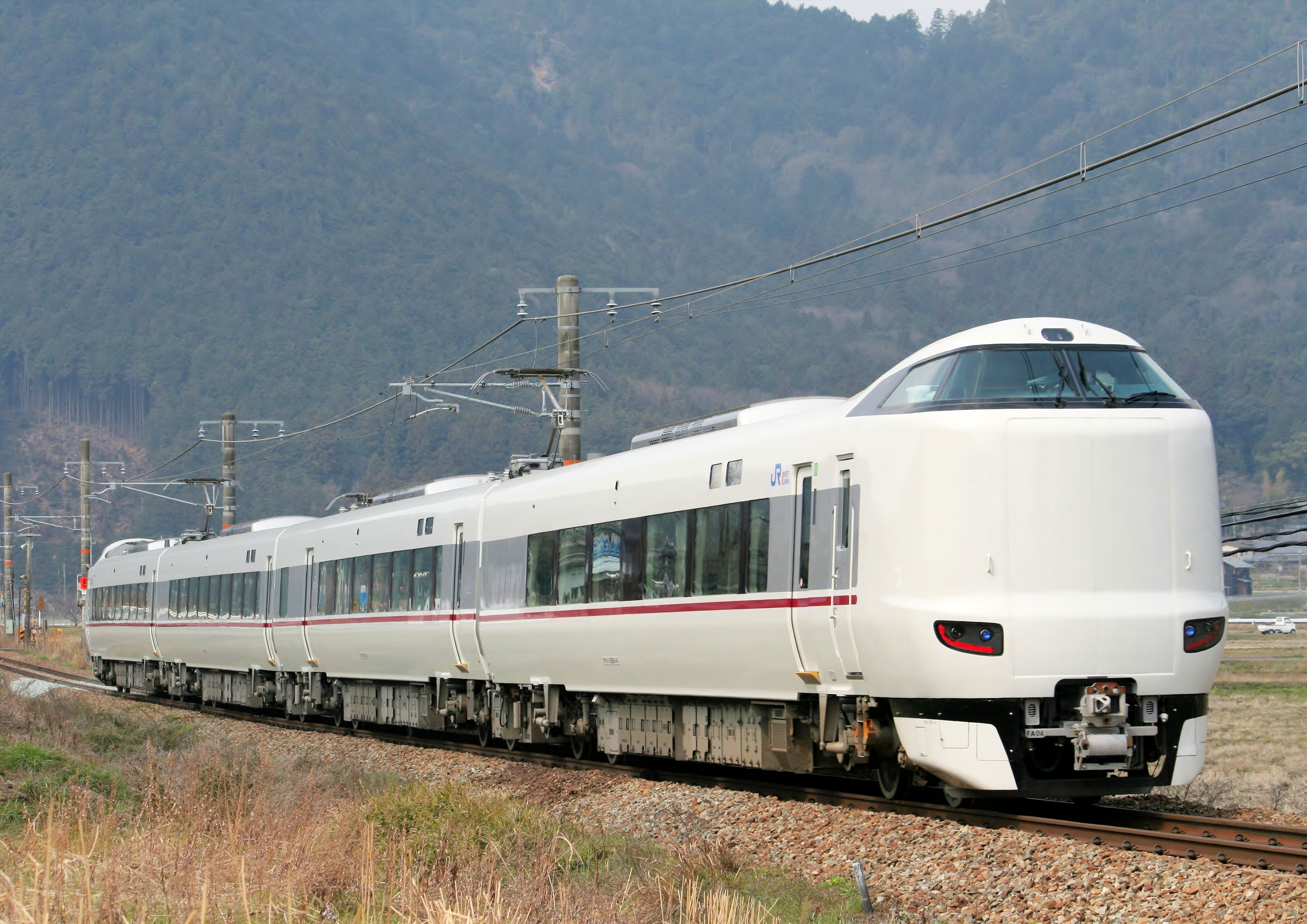
287系
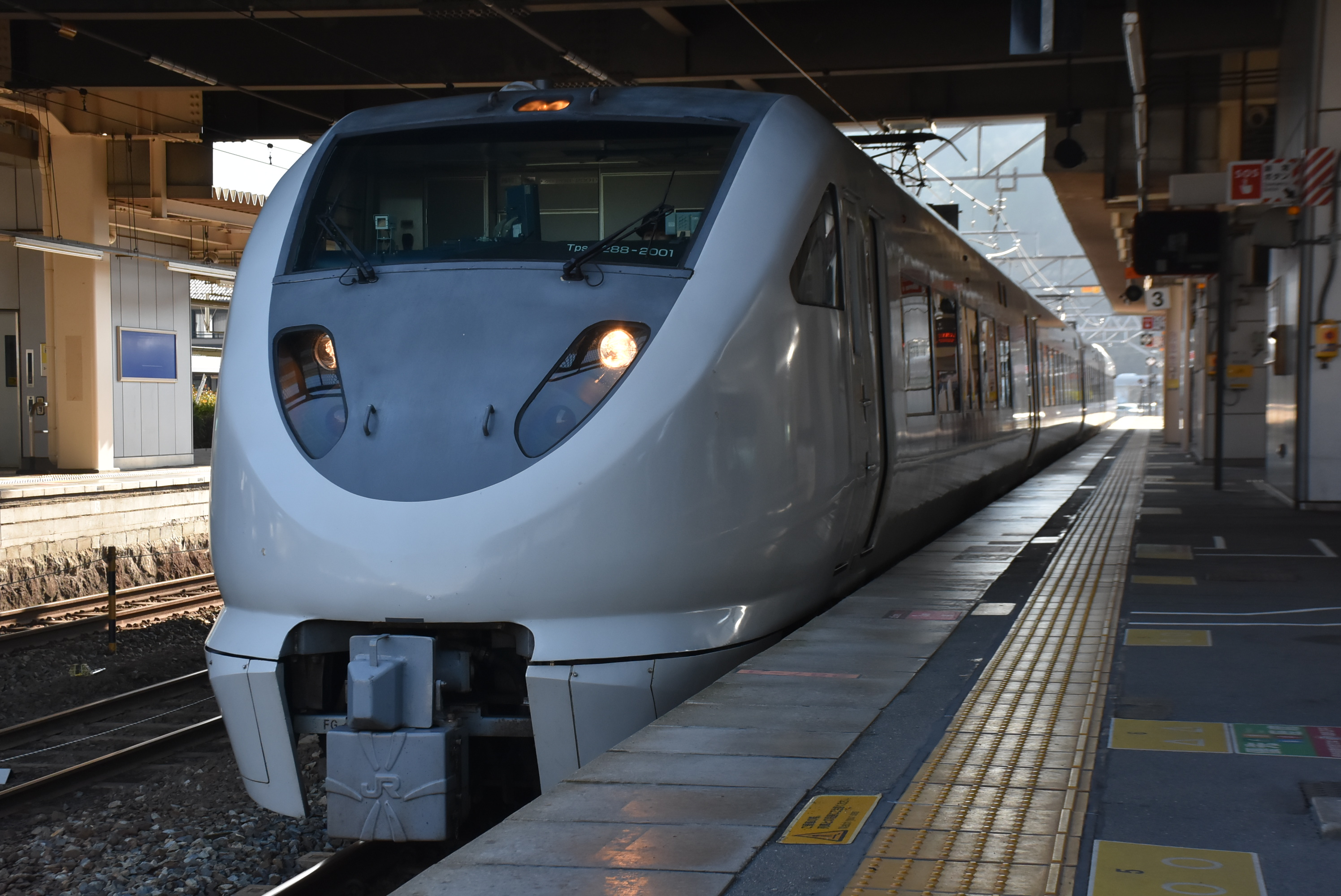
289系
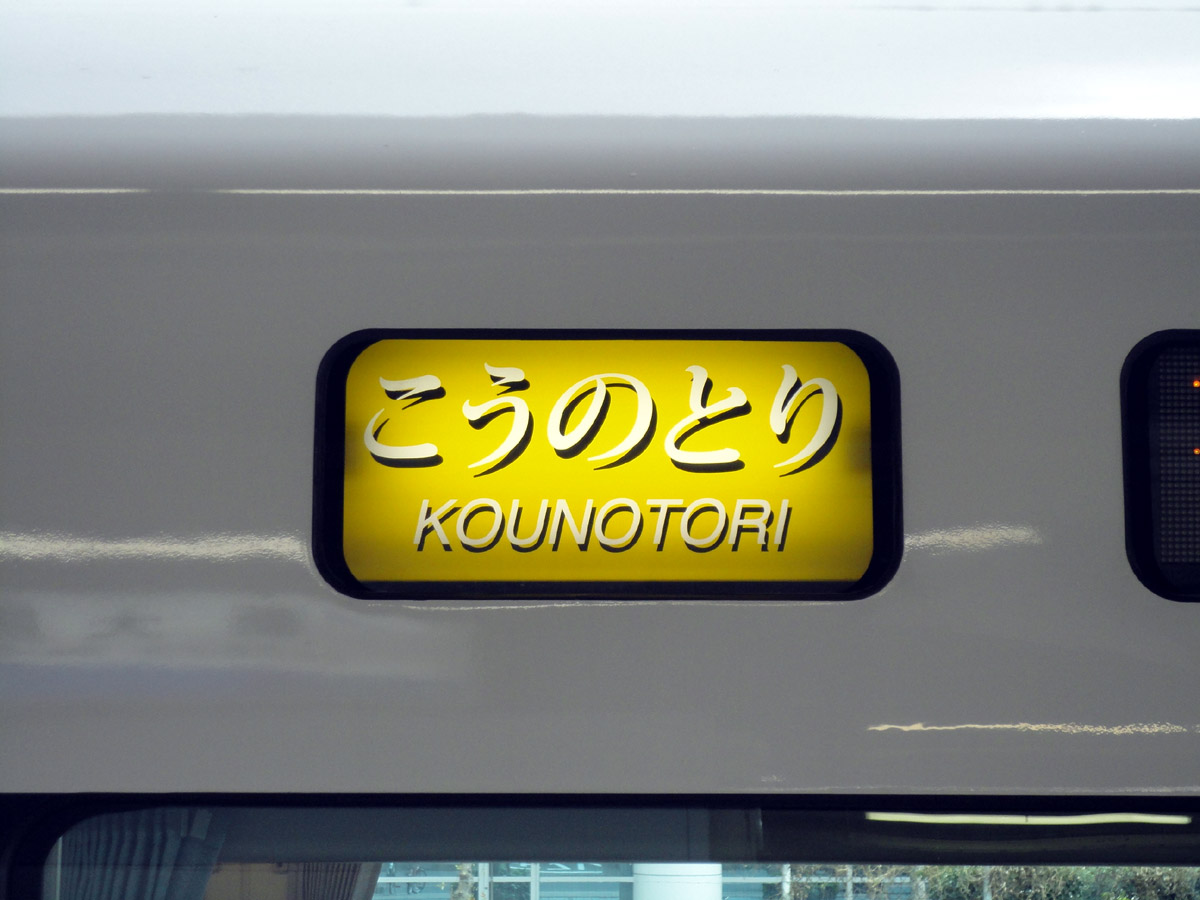
287系・289系「こうのとり」の愛称表示

#### 過去の使用車両
183系電車
2013年3月までは、福知山電車区に所属する183系も使用されていた。2003年（平成15年）以降における編成は以下の通りに分類され、2011年（平成23年）からはB編成が「こうのとり」で引き続き使用された。
G編成→B編成
1986年（昭和61年）に「北近畿」が運転を開始した際に投入された485系電車から、交流設備を撤去して直流化改造し、183系に編入したものである。車体の塗装は国鉄色に準じているが、窓周りの帯の下に細いラインが入っている。使用開始当初は普通車のみの編成でグリーン車は連結されていなかったが、直後に先頭車を半室グリーン車（クロハ481形）に改造しており、国鉄分割民営化までに全編成の改造を完了している。なお、通常は4両編成だが、繁忙期は6両に増結されて運転された。
BB編成
特急「雷鳥」に使用されていた485系を183系化した編成。2009年（平成21年）12月1日から2010年（平成22年）3月12日まで使用された。「雷鳥」当時から塗装は変更されておらず、JR西日本の183系では唯一純粋な国鉄色を纏っていた。
T編成→A編成・C編成
1996年（平成8年）に「きのさき」「はしだて」「文殊」「たんば」が設定されたことに伴い、追加投入された485系の直流化改造車両。A編成は使用開始当初から全室グリーン車（クロ183形）を連結していた。塗装はJR西日本オリジナルのものが施されていた。287系および381系の投入により運用を終了した。
381系電車
特急「くろしお」への287系投入により余剰となった車両を国鉄特急色に塗装変更し転用したもの。2012年（平成24年）6月1日より運転を開始し、183系で運用されていた3往復（下り7・21・25号、上り6・18・22号）を置き換えた。通常は4両編成だが、繁忙期は6両に増結されて運転された。
なお、「北近畿」運行当初には381系を投入する計画があったほか、2012年以前にも381系による代走運用が設定されたことがある。これらは日根野電車区に所属していた波動輸送用の国鉄特急色編成で、モノクラスの6両編成だった。
289系の投入により、2015年（平成27年）10月30日をもって運用を終了した。

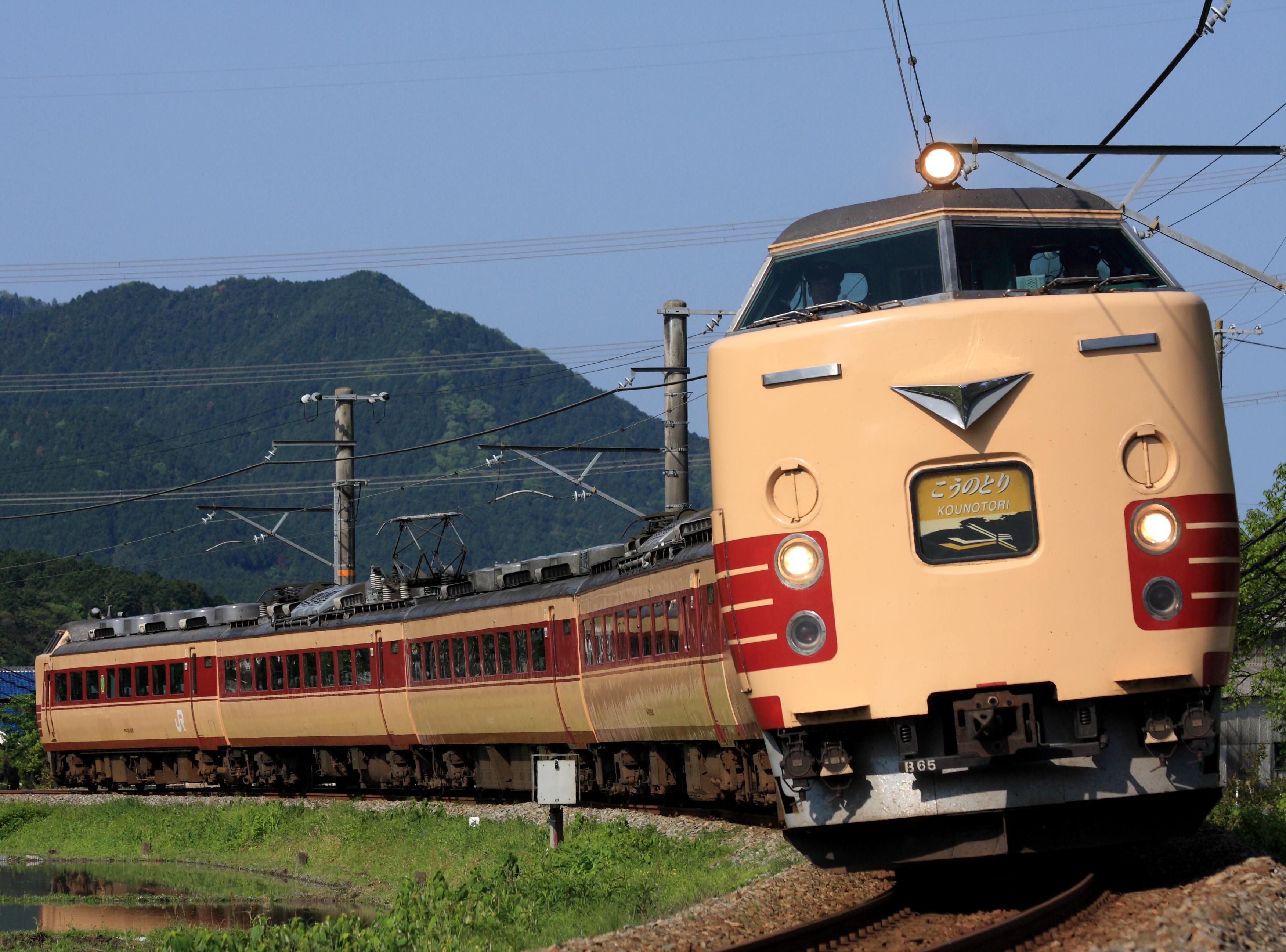
183系B編成による「こうのとり」
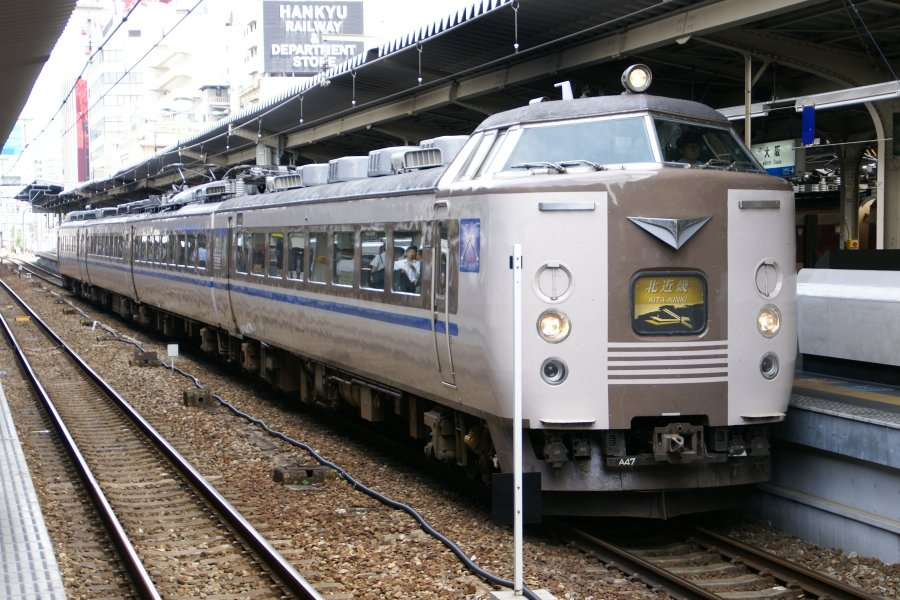
「北近畿」時代に見られたJRオリジナル塗装
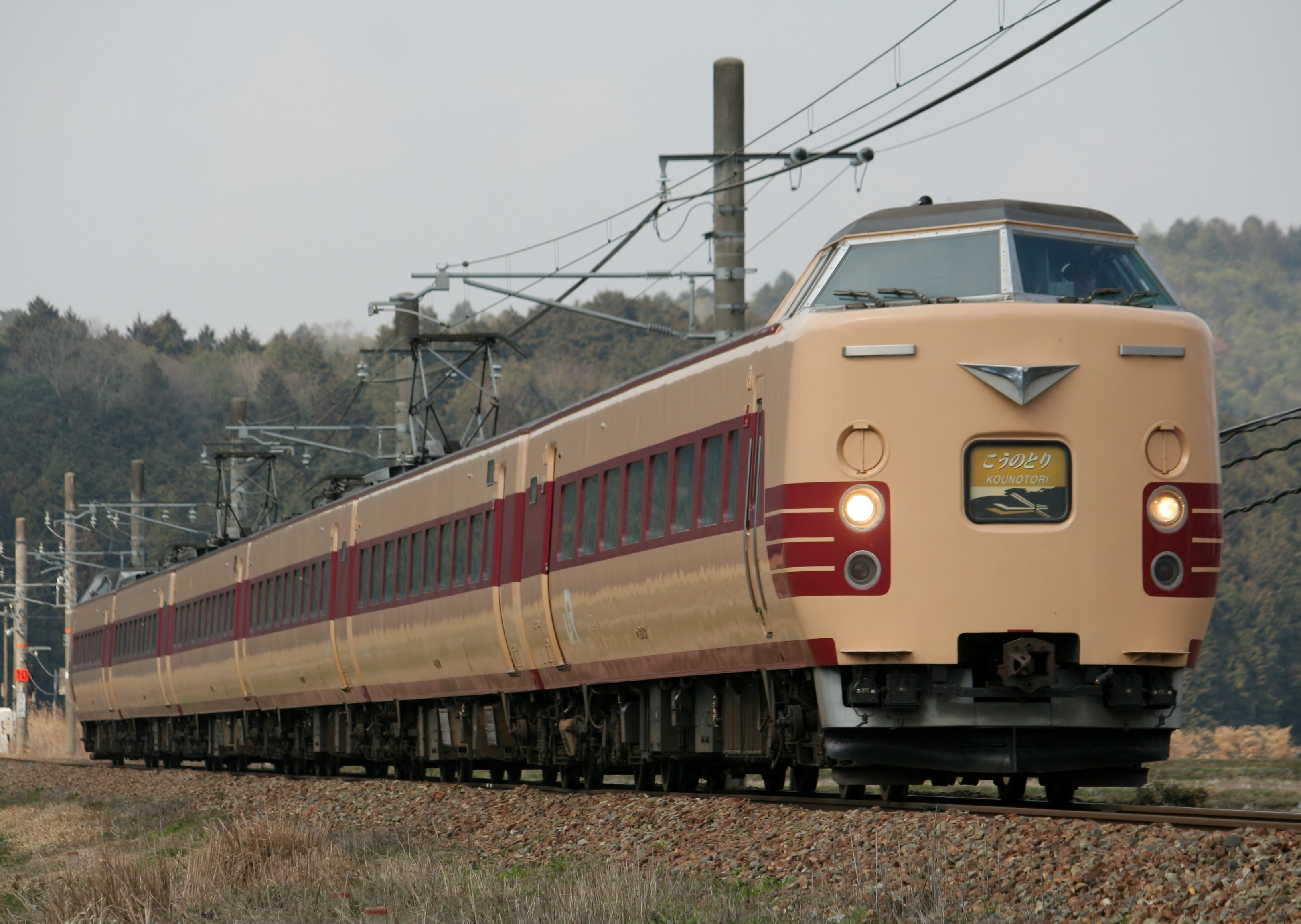
381系国鉄特急色「こうのとり」

## 臨時列車
カニのシーズンを迎える11月から3月にかけて、JR西日本が発売する駅長おすすめ駅プランの「かにカニ日帰りエクスプレス」期間中には、1999年（平成11年）から定期列車の補充として「かにカニエクスプレス」である臨時列車「かにカニ北近畿」が運転されていた。
「かにカニ北近畿」は新大阪駅 - 城崎（現：城崎温泉）駅または香住駅間で運転され、183系・キハ65形のほか、日根野電車区の381系を使用して運転していたが、現在は定期列車の増結により対応しており運転されていない。なお「かにカニ北近畿」以前は「味めぐり北近畿」として運転されていた。
2020年（令和2年）以降のコロナ禍による旅客減少の影響で、2021年（令和3年）3月13日のダイヤ改正で「こうのとり」の一部が臨時列車化され、金曜日・土曜日・休日を中心に運転される。

## 福知山線優等列車

### 概説

#### 丹波
福知山線で最初の準急列車として1960年（昭和35年）に大阪駅 - 城崎（現：城崎温泉）駅間で運転を開始した。福知山駅で和田山駅経由の3両と舞鶴線・宮津線（現：京都丹後鉄道宮舞線・宮豊線）経由の3両に増解結されていた。1962年（昭和37年）に大阪駅 - 豊岡駅間、1963年（昭和38年）に大阪駅 - 福知山駅間がそれぞれ1往復増発され、1966年（昭和41年）に急行列車化された。1968年（昭和43年）に大阪駅 - 天橋立駅間の準急「はしだて」を統合して4往復になり、これ以降は廃止される1986年（昭和61年）まで維持されていた。
列車名は、令制国の「丹波国（たんばのくに）」が由来となっている。

#### はしだて
1965年（昭和40年）に大阪駅 - 天橋立駅間（福知山駅・西舞鶴駅経由）で1往復が運転を開始し、1966年（昭和42年）に準急列車から急行列車になった。しかし、「丹波」の宮津線経由の列車と運転経路が変わらないことからわずか3年6カ月で廃止された。
列車名は、日本三景のひとつで京都府宮津市に存在する砂州「天橋立」が由来となっている。

#### エーデル鳥取・エーデル北近畿
福知山線経由の優等列車は1986年（昭和61年）にすべて電車特急の「北近畿」で運転されるようになったが、「北近畿」の運転開始によって城崎駅以西の各駅へは乗り換えが必要になった。このためキハ65形5両が改造されて、1989年（平成元年）に「エーデル鳥取」として大阪駅 - 鳥取駅・倉吉駅間で運転を開始した。キハ65形5両が追加で改造され、1990年（平成2年）に大阪駅 - 浜坂駅間で「エーデル北近畿」として運転を開始した。
「北近畿」と一体で運転されたが、同じ福知山線を走る485系（183系）を使用する「北近畿」に対して、キハ65系のため走行性能が低く、所要時間短縮のため停車駅を減らして運行された。智頭急行線開業後は鳥取駅・倉吉駅への直通需要が速達性に優れた特急「スーパーはくと」にシフトした影響があり、また城崎駅以西の香住駅・浜坂駅・鳥取駅へのアクセスも播但線経由の特急「はまかぜ」に役割を渡す形で双方ともに1999年（平成11年）10月1日の運転を最後に、廃止された。
列車名は、キハ65形の改造車の愛称「エーデル」（ドイツ語で「高貴な」「気高い」を意味する）に行き先名が付されたものである。

### 沿革

#### 戦後準急列車の設定とその後
- 1960年（昭和35年）6月1日：大阪駅 - 城崎（現：城崎温泉）駅間で準急「丹波」（たんば）が運転開始。
- 1961年（昭和36年）10月1日：サンロクトオのダイヤ改正に伴い、以下のように変更。
  1. 京都駅 - 大阪駅 - 松江駅間（福知山線・山陰本線経由）で特急「まつかぜ」が運転開始。福知山線内は無停車であった。
  2. 大阪駅 - 浜田駅・大社駅間で急行「三瓶」（さんべ）が運転開始。
  3. 大阪駅 - 和田山駅間で「丹波」が1往復増発。
  4. 大阪駅 - 松江駅間で急行「白兎」（はくと）が運転開始。京都駅発着（綾部駅経由）の「白兎」と連結されていた。
- 1964年（昭和39年）
  - 3月20日：「まつかぜ」の運転区間が京都駅 - 博多駅間に変更。
  - 9月1日：観光団体専用列車として「山陰観光」（さんいんかんこう）が大阪駅 - 大社駅間（上りは出雲市発編成もあり）で運転開始。なお、運行種別としては下りが夜行準急列車、上りが急行列車であった。
- 1965年（昭和40年）
  - 3月1日：大阪駅 - 天橋立駅間で準急「はしだて」が運転開始。
  - 10月1日：ダイヤ改正に伴い以下のように変更。
    1. 「三瓶」が気動車に置き換えられ、浜田駅発着編成の運行区間を石見益田（現：益田）駅発着に延長。
    2. 大阪駅 - 福知山駅間で「丹波」が1往復を増発され、3往復になる。
    3. 新大阪駅 - 浜田駅間で特急「やくも」が運転開始。ただし、車両の手配の兼ね合いにより運行開始は翌月11月1日からとなった。
- 1966年（昭和41年）
  - 3月5日：準急行制度の見直しにより「丹波」「はしだて」が急行列車に格上げ。宝塚駅が特急停車駅になる。
- 1968年（昭和43年）10月1日：ヨンサントオのダイヤ改正に伴い、以下のように変更される。
  1. 「はしだて」が廃止され、「丹波」に統合される。これに伴い、「丹波」は福知山駅・豊岡駅・城崎駅・天橋立駅発着の4往復になる。なお、豊岡駅発着の1往復は綾部駅経由であった。
  2. 福知山線経由で山陰地方を結ぶ急行列車が「だいせん」に統一され、「山陰観光」・「三瓶」・「白兎」・「おき」が廃止。これにより、「だいせん」は4往復になる。
- 1970年（昭和45年）10月1日：「丹波」3号の豊岡駅→天橋立駅間が普通列車に変更。

#### 山陽新幹線開業後の展開
- 1972年（昭和47年）

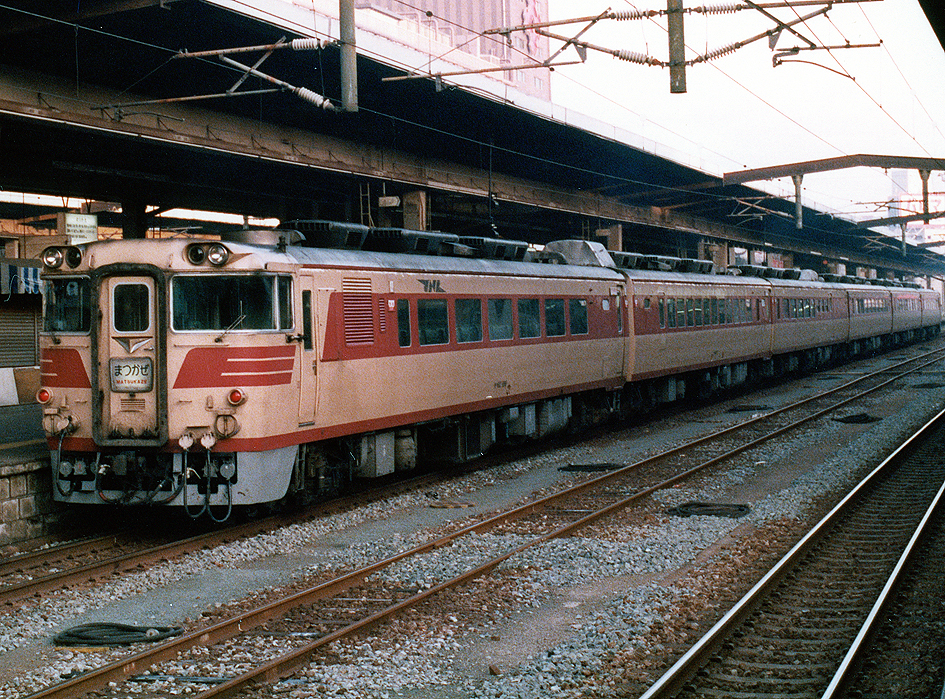
国鉄キハ80系気動車 特急「まつかぜ4号」（1985年 博多駅）

  - 3月15日：山陽新幹線の新大阪駅 - 岡山駅間の開業に伴うダイヤ改正により次のように変更（1972年3月15日国鉄ダイヤ改正）。
    1. 伯備線経由の「おき」（新大阪駅 - 出雲市駅間）を岡山駅での新幹線接続特急列車とし、「やくも」の列車名を移行。福知山線経由の「やくも」を「まつかぜ」に編入して、鳥取駅 - 浜田駅間を廃止。
    2. 「だいせん」2号・1号の運転区間が大阪駅 - 鳥取駅間に短縮され、列車が「いなば」に変更される。
    3. 「だいせん」1号は米子駅で長門市行きの急行「はぎ」を併結運転する。
      - ただし、「だいせん」は益田行きの運行であり、米子駅→益田駅間のみであったが、急行料金の通算が行われた。

  - 10月2日：ダイヤ改正により以下のように変更。
    1. 大阪発福知山駅行きの「丹波」が1本増発される。
    2. 「まつかぜ」1号・2号の運転区間が下りは大阪発、上り新大阪行きになる。
    3. 「いなば」の福知山駅 - 鳥取駅間は「白兎」と併結運転になる。
- 1975年（昭和50年）3月10日：山陽新幹線の岡山駅 - 博多駅間延長に伴うダイヤ改正により、次のように変更（1975年3月10日国鉄ダイヤ改正）。
  1. 「いなば」が「いでゆ」に統合されて廃止。「いでゆ」の上り列車は福知山線内で「丹波」2号と併結運転。
  2. 「だいせん」（下り）1号が大阪発浜田行きに変更される。なお、米子駅からの併結の急行「はぎ」が「ながと」に改称したものの、運行形態は変化しなかった。
- 1978年（昭和53年）10月2日：ゴーサントオのダイヤ改正に伴い、以下のように変更する。
  1. 「丹波」の下り1本が廃止。
  2. 「いでゆ」が「だいせん」に統合されて廃止。これに伴い、「だいせん」が4往復になる。
- 1982年（昭和57年）
  - 7月1日：「まつかぜ」3・2号の運転区間が大阪駅 - 米子駅間に延長。また、「だいせん」1号の「ながと」との併結を解消。
  - 11月15日：「まつかぜ」3・2号が篠山口駅に停車を開始。
- 1984年（昭和59年）2月1日：三田駅が特急停車駅になる。篠山口駅にすべての特急が停車するようになる。
- 1985年（昭和60年）3月14日：ダイヤ改正（1985年3月14日国鉄ダイヤ改正）により、「まつかぜ」1・4号の博多駅発着が廃止され、米子駅発着に見直される。

#### 福知山線全線電化後の展開
- 1986年（昭和61年）11月1日：福知山線宝塚駅 - 山陰本線城崎駅間電化完成に伴い、次のように変更。
  1. 特急「まつかぜ」・急行「だいせん」（昼行列車分のみ）「丹波」が統合され、エル特急「北近畿」10往復が運転開始。
  2. 「まつかぜ」・「丹波」を廃止[1]。これにより、「まつかぜ」・「だいせん」で城崎駅より先に行く列車については、豊岡駅・城崎駅で接続する快速列車を運転するとともに「はまかぜ」増発分が播但線経由で米子駅 - 大阪駅間に設定された。
  3. 柏原駅に一部の臨時列車を除いて全ての「北近畿」が停車、その他の急行停車駅も一部の特急が停車。

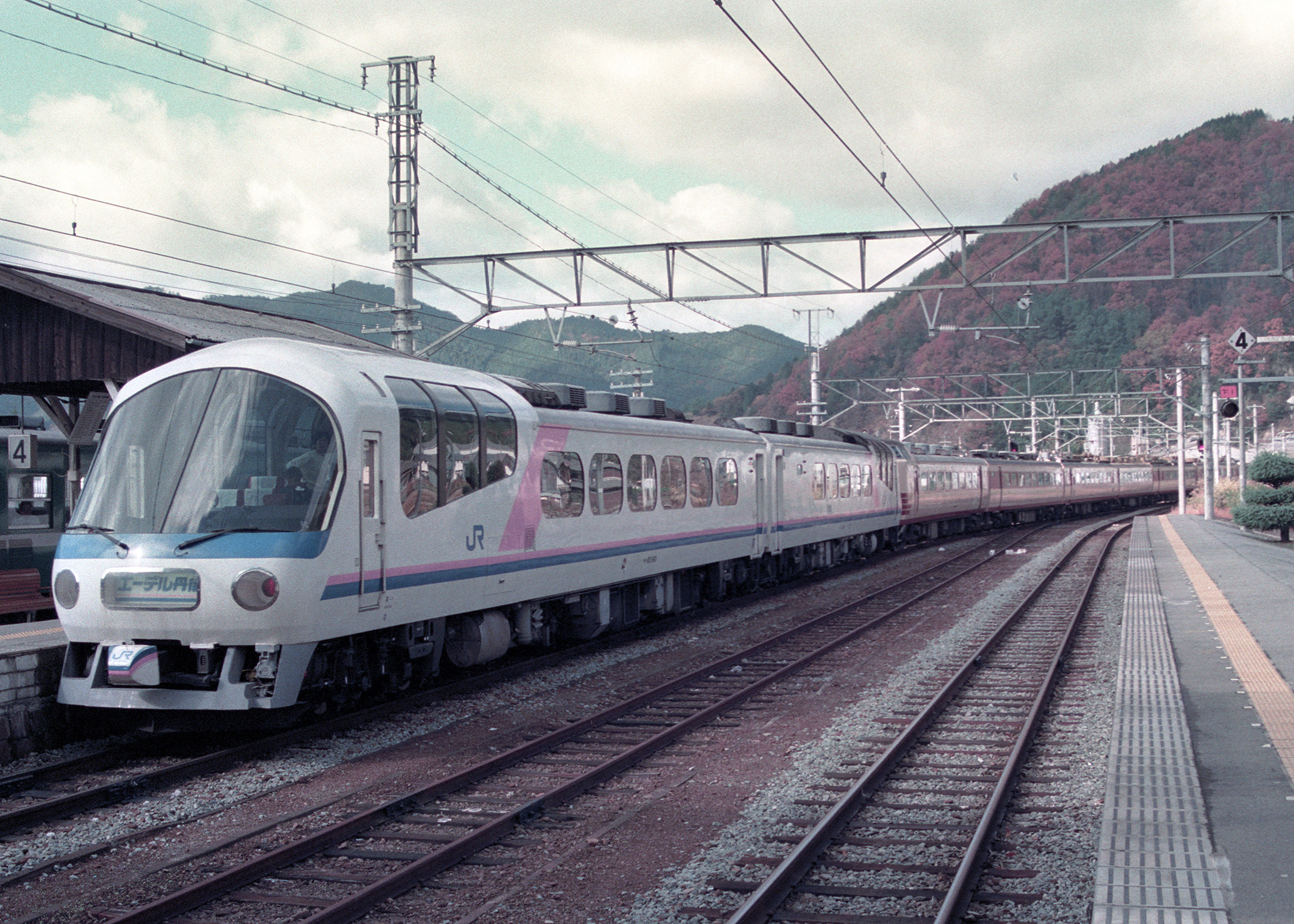
「北近畿」と併結運転中の「エーデル丹後」

- 1988年（昭和63年）7月16日：「北近畿」の1往復にキハ65形を連結した、特急「エーデル丹後」が大阪駅 - 天橋立駅間で運転開始。
- 1989年（平成元年）3月11日：特急「エーデル鳥取」1往復が大阪駅 - 倉吉駅間で運転開始。「北近畿」は9往復になる。
- 1990年（平成2年）3月10日：大阪駅 - 福知山駅・浜坂駅間で特急「エーデル北近畿」1.5往復が運転開始[23]。「北近畿」は7.5往復になる。
- 1991年（平成3年）
  - 3月16日：浜坂駅発着の「エーデル北近畿」に舞鶴線東舞鶴駅発着の列車が連結開始。福知山駅で増解結が行われた。
  - 12月：大阪駅 - 城崎温泉駅間で臨時急行「きのさき」が運転される。
- 1993年（平成5年）3月18日：「北近畿」が7往復、「エーデル北近畿」が2往復になる。
- 1994年（平成6年）12月3日：「エーデル鳥取」の運転区間が大阪駅 - 鳥取駅間に短縮される。
- 1995年（平成7年）
  - 1月17日：阪神・淡路大震災により運転休止。
  - 1月21日：全線で運転開始。新幹線との接続のため、特急列車3往復は新大阪駅発着で運転、「北近畿」15号は新大阪発和田山行きとして延長運転。この措置は新大阪駅まで延長運転する1往復を除いて4月17日まで続けられた。
  - 1月22日 - 4月17日：加古川線・播但線との接続のため、谷川駅・和田山駅を通過していた特急・急行が夜行列車をのぞいて臨時停車。
  - 12月：「きのさき」の運転が終了。

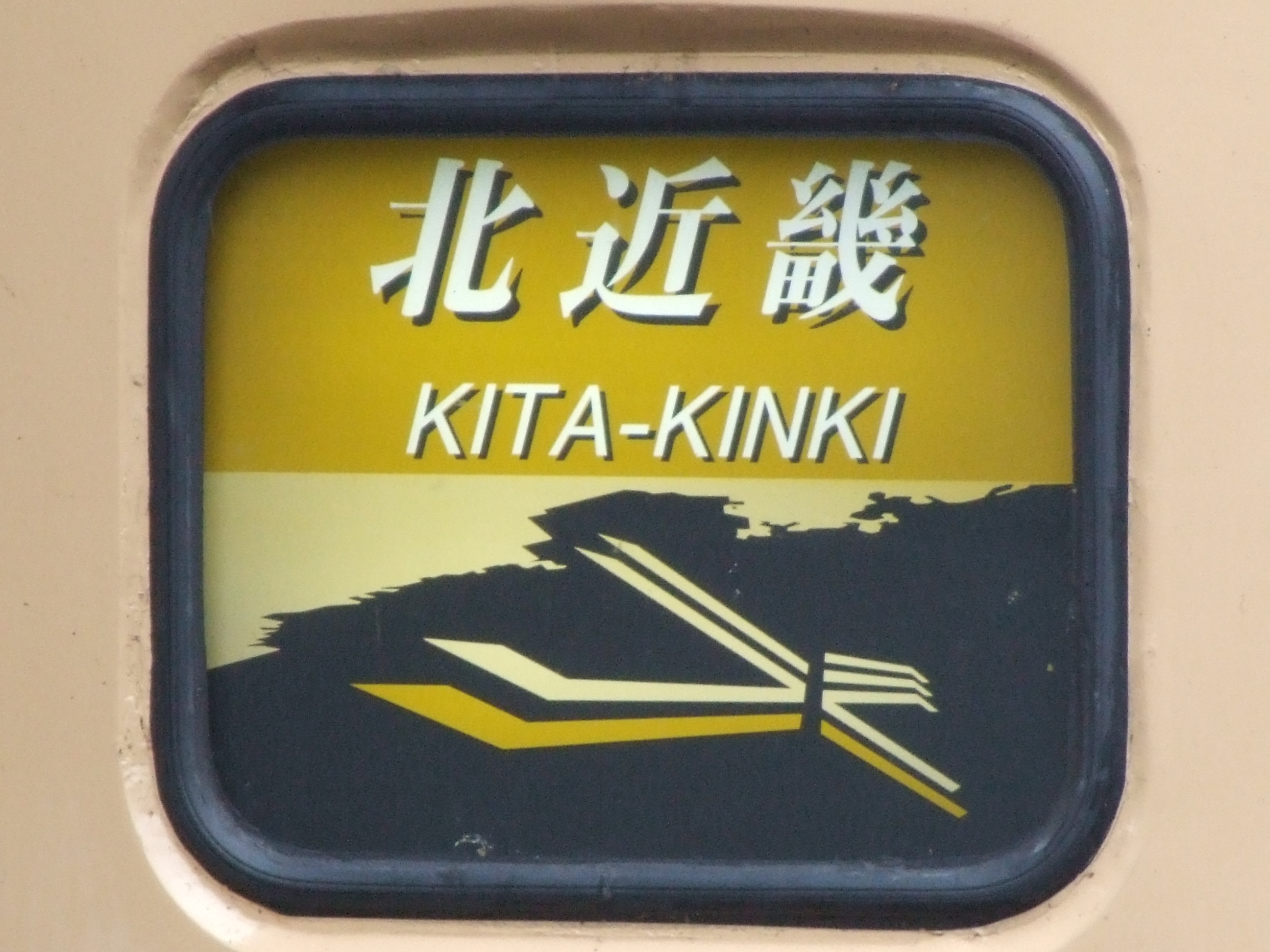
1996年3月からの「北近畿」のヘッドマーク

- 1996年（平成8年）3月16日：ダイヤ改正に伴い以下のように変更。
  1. 「北近畿」の全定期列車を新大阪駅発着に統一。この時点で「北近畿」は6.5往復。
  2. 「北近畿」のヘッドマークをエル特急ロゴを貼付した「運行地域である近畿北部に飛翔するコウノトリ」のイラストから、コウノトリのイラストが無いものに変更される。
  3. 北近畿タンゴ鉄道宮福線電化に伴い、急行「みやづ」が廃止され、特急「文殊」1.5往復が運転開始。
  4. 「北近畿」の1往復に連結されていた「エーデル丹後」が廃止され、大阪駅 - 久美浜駅間で特急「タンゴディスカバリー」1往復が運転開始（福知山線内は「北近畿」と併結運転）。
- 1997年（平成9年）9月1日：尼崎駅に全ての特急「北近畿」・「文殊」と急行「だいせん」が停車するようになる。
- 1999年（平成11年）10月2日：ダイヤ改正により次のように変更。
  1. 「エーデル鳥取」・「エーデル北近畿」が廃止。
  2. 「タンゴディスカバリー」は京都駅発着に変更され、特急「タンゴエクスプローラー」2往復が大阪駅発着になる。これによって福知山線から東舞鶴方面への直通列車が廃止。
  3. 「北近畿」は8往復、「文殊」は1往復になる。
- 2002年（平成14年）10月5日：。「ほくせつライナー」の廃止に伴い、新三田駅に一部の特急が停車するようになる。「北近畿」が2往復増発され、10往復になる。
- 2003年（平成15年）12月1日：相野駅に一部の特急が停車するようになる。
- 2004年（平成16年）10月16日：急行「だいせん」が廃止。新大阪発福知山行きの「北近畿」が1本増発され、「北近畿」は10.5往復になる。
- 2005年（平成17年）4月25日 ：福知山線内の脱線事故により、6月18日まで新大阪駅 - 福知山駅間が運休となった[注 2]。
  - 6月19日：運転を再開。
- 2007年（平成19年）3月18日：「北近畿」・「文殊」が全面禁煙化。
- 2010年（平成22年）
  - 3月：「エル特急」の表記を取り消し。
  - 12月30日：この日から2011年1月3日まで、KTR001形気動車の故障および183系の車両不足のため、「北近畿」の一部を381系が代走[25]。
- 2011年（平成23年）
  - 2月28日：車内販売の営業が終了[26]。
  - 3月12日：ダイヤ改正により、次のように変更[4][5]。
    1. 「文殊」「タンゴエクスプローラー」が廃止。
    2. 「北近畿」は「こうのとり」に列車名が変更される。
    3. 石生駅・市島駅が停車駅から除外される。
    4. 287系が運転開始。また、287系の増備が完了するまでの間、3往復で381系による代走運転を実施。

  - 4月2日 - 4月7日：東北地方太平洋沖地震（東日本大震災）の影響で車両保守部品が不足したことにより、183系で運転されていた「こうのとり」の全列車が4両編成で運転される[27][28]。
  - 6月1日：287系を追加投入[29][注 3]。
  - 6月3日 - 9日：183系の故障のため、381系による代走運転を実施[30]。
- 2012年（平成24年）6月1日：183系で運転されていた3往復を381系に置き換え。
- 2013年（平成25年）3月16日：ダイヤ改正。183系が381系に置き換えられ、全車退役[31]。
- 2014年（平成26年）3月15日：ダイヤ改正。上り2・4・6号が新たに西宮名塩駅に停車[32]。
- 2015年（平成27年）
  - 3月14日：ダイヤ改正。20時台に福知山発新大阪行き（28号）を増発し、新大阪駅 - 福知山駅間で14往復となる[33]。豊岡発新大阪行き（5号）は福知山駅始発となる（豊岡駅 - 福知山駅間は特定日のみ臨時列車として運行）[34]。
  - 4月28日：上記のダイヤ改正にて、北陸特急「しらさぎ」の運用から外れた683系2000番台を直流化改造した289系により、381系の全車置き換え・廃止が発表[35]。
  - 10月31日：289系が運転開始。381系で運転されていた7往復が289系に置き換えられる。これに伴い、「こうのとり」で運転される全ての車両がJR西日本発足後の車両に統一された[36]。
- 2016年（平成28年）3月26日：ダイヤ改正。14往復のうち12往復が289系、2往復が287系での運転に変更された。
- 2018年（平成30年）3月17日：ダイヤ改正。「きのさき」「はしだて」の289系再投入に伴い、289系の運転が9往復に減少、287系の運転が5往復に増加した。
- 2019年（平成31年）3月16日：ダイヤ改正。289系の運転が8往復に減少、287系の運転が6往復に増加。
- 2021年（令和3年）3月13日：ダイヤ改正。下り19・21・23号が新たに西宮名塩駅に停車[37]。下り7・13号と上り16・26号とが金曜日・土曜日・休日を中心に運転する臨時列車に格下げとなる[37][38]。基本編成の3号車と基本編成+付属編成時の6号車と7号車が自由席車両から指定席車両に変更[39]。定期列車でも新型コロナウイルス感染症の流行に伴い、下り5・11・25・27号と上り6・10・18・24号の運転を取りやめる（同年12月1日以降は一部運転）。
- 2022年（令和4年）3月12日：ダイヤ改正。全車指定席化。新たに下り25号と上り6号が週末中心（金曜日・土曜日・休日）に運転する列車となる[40][41]。新型コロナウイルス感染症の流行に伴い、下り21号と上り10号と金曜日・土曜日・休日を中心とする列車の運転を当面の間取りやめる（同年7月1日以降は運転）。
- 2024年（令和6年）
  - 3月16日：平日の下り23号と上り4号が7両から4両に変更。
  - 7月1日：この日から2025年2月28日まで、加古川線西脇市駅 - 谷川駅間における利用増加実証実験として、下り3・17号と上り10・12・14・16号が谷川駅に臨時停車[42][43][注 4]。
- 2025年（令和7年）
  - 3月15日：下り19・21・23号と上り2・4号が新たに川西池田駅・中山寺駅に停車[44]。
  - 4月13日 - 10月13日：下り17号と上り12・14・16号が谷川駅に臨時停車[45][注 5]。